# Brunnenstraße 12 (Altensteig)

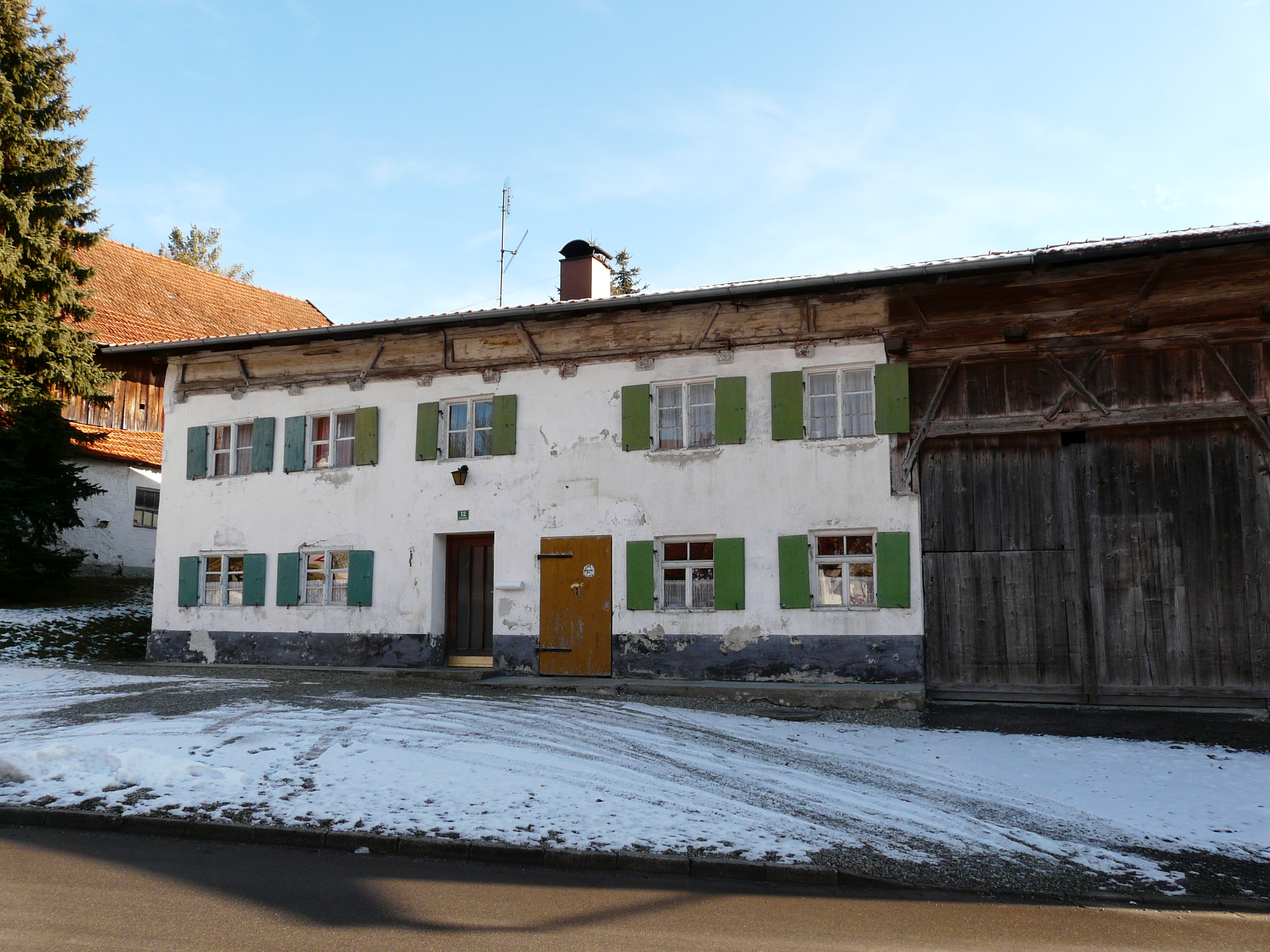
Brunnenstraße 12 von Norden aus gesehen

Der Bauernhof mit der Adresse Brunnenstraße 12 im oberschwäbischen Altensteig, einem Ortsteil der Gemeinde Dirlewang, ist ein unter Denkmalschutz stehendes Bauernhaus.
Der zweigeschossige Mitterstallbau hat ein Flachdach. Am Kniestock befinden sich Schrägstreben. In den Sturzbalken des Tennentores ist die  Inschrift „X AUERI . MÖRZ.ZIM.MEISTER.IN:KIRCHDORF.IGN AZJUS.HÖDRICH. A. 1806“ eingeschnitzt. Darüber befindet sich zwischen den Kopfbändern ein geschweiftes Andreaskreuz. Der Wohn- und Stalltrakt des Gebäudes besteht aus verputztem Fachwerk, der Stall ist ein Anbau aus Holz.